# Michael bar Ruben Hinrichs
Michael bar Ruben Hinrichs (auch Hinrichsen; * 1634; † 1710 in Schwerin) war ein deutsch-jüdischer Hoffaktor am Schweriner Hof von Herzog Christian Ludwig I.
Der portugiesische sephardische Jude Ruben Henriques (1607–1690) wanderte nach Norddeutschland ein und wurde 1646 Bürger von Glückstadt. Sein Sohn Michael erhielt 1671 das Glückstädter Bürgerrecht, ging zunächst nach Altona und zog 1675 als Gehilfe von Abraham Hagen nach Schwerin. Hier hatte mit Datum vom 8. Mai 1671 Levin Salomon (Saalmann) ein erstes Privileg für den Tabakhandel erhalten. Dessen Nachfolger wurden 1673 aus Hamburg Nathan Benedix, auch Bendit Goldschmidt genannt, und Simon Salomon Fürst, dessen Nachfolger wiederum 1675 Abraham Hagen († 1689) mit der Funktion eines Hoffaktors wurde. Auf dessen Empfehlung folgten mit Privileg vom 14. August 1688 Michael Hinrichs als Hoffaktor von Herzog Christian Ludwig I. gemeinsam mit Moses Israel Fürst.
Hinrichs spätere Spitznamen Meister Michel oder Michel Tabacksspinner bezeugen seinen Erfolg in dieser vom Herzog geschätzten Branche. Hinrichs wohnte in einem Haus in der Burgstraße in der Nähe des Schlosses. Er unterhielt einen Rabbi, seinen Schwiegersohn Jeremias Israel, und hatte in seinem Haus eine Synagoge eingerichtet, wofür schon die rituell notwendigen mindestens zehn Juden für den Gottesdienst vorhanden gewesen sein müssen. Hinrichs gilt als Gründer der Schweriner Gemeinde. Auch der Nachfolger Herzog Friedrich Wilhelm I. erneuerte 1692 Hinrichs’ Privilegien. Hinzu kam noch ein Privileg auf den Juwelenhandel im Herzogtum Güstrow. 1694 oder 1696 wies der Herzog der jüdischen Gemeinschaft ein Grundstück als Friedhof zu. 1701 wurde für die führenden Familien Hinrichsen und Goldschmidt die Abschaffung des Judenleibzolls erreicht.
Über einige Jahrzehnte blieb die Familie Hinrichsen(-Ahronheim) in dieser Position und wirkte als Staatsbankiers, Hofjuweliere, Inhaber des Tabakmonopols (bis 1708) und Pächter der Staatslotterie. Der erste Nachfolger war der Sohn Ruben (bar) Michel(s) Hinrichs(en) (1682–1757), der um seine Privilegien mit Konkurrenten immer wieder kämpfen musste. Das Monopol der Familie wurde im Mai 1727 endgültig gebrochen.
Ruben Hinrichsen holte weitere Juden nach Schwerin, teilweise ohne Erlaubnis des Herzogs, ließ aber auch hausierende „Ostjuden“ aus der Stadt verweisen. Wie ungesichert deren Stellung war, zeigt noch 1741 die Ausweisung aller Juden durch den Herzog, bei der nur für die Familie Hinrichsen eine Ausnahme gemacht wurde. Bald wurden neue Hoffaktoren in Schwerin gesucht, die in Frankfurt (Oder) gebürtigen Brüder Philipp und Nathan Aaron übernahmen 1749 die Aufgabe und gelten als Neubegründer der bald wieder wachsenden Gemeinde.

## Einzelbelege
1. ↑  Irene Diekmann (Hg.): Wegweiser durch das jüdische Mecklenburg-Vorpommern, Potsdam 1998, S. 224 ff
2. ↑  Erika Bucholtz: Henri Hinrichsen und der Musikverlag C.F. Peters: deutsch-jüdisches Bürgertum in Leipzig von 1891 bis 1938. Mohr Siebeck, 2001, ISBN 978-3-16-147638-9 (google.de [abgerufen am 21. März 2020]).
3. ↑  siehe Donath, S. 103 ff

| Personendaten    | Personendaten                    |
| ---------------- | -------------------------------- |
| NAME             | Hinrichs, Michael bar Ruben      |
| ALTERNATIVNAMEN  | Hinrichsen, Michael bar Ruben    |
| KURZBESCHREIBUNG | jüdischer Kaufmann und Hoffaktor |
| GEBURTSDATUM     | 1634                             |
| STERBEDATUM      | 1710                             |
| STERBEORT        | Schwerin                         |